# Ромодановский, Иван Петрович
Князь Иван Петрович Ромодановский (ум. 1607) — московский дворянин, голова, воевода и дипломат во времена правления Ивана IV Васильевича Грозного, Фёдора Ивановича, Бориса Годунова, Василия IV Ивановича Шуйского и Смутное время.
Из княжеского рода Ромодановские. Младший сын князя Петра Борисовича Меньшого Ромодановского. Имел брата боярина и князя Григория Петровича Ромодановского (ум. 1628).

## Биография

### Служба Ивану Грозному
В 1565 году князь Иван Петрович Ромодановский с «товарищи» списывал в Переяславле «платежные книги». В 1577 году в чине московский дворянин князь Иван Ромодановский ездил с посольством в Персию, и упомянут в списке "бояр, окольничих и дворян, которые служат из выбора".

### Служба Фёдору Ивановичу
В 1588 году второй воевода Сторожевого полка окраинных войск. В 1589 году сперва второй воевода в Туле, потом в Большом полку в Крапивне и Одоеве и послан из последнего города в Дедилов и Тулу вторым воеводой Передового полка. В этом же году вновь первый воевода Сторожевого полка окраинных войск. В 1590 году голова в Государевом полку и воевода для приступа в походе из Новгорода на шведов.
В 1591 году был назначен первым воеводой Сторожевого полка. Против него начал местническую тяжбу князь Иван Григорьевич Звенигородский за своего брата Семена Григорьевича, назначенного вторым воеводой сторожевого полка. В этом же году послан провожать до Смоленска польских послов, а по возвращении назначен воеводой полков в Крапивне и Дедилове, а по отступлении крымских татар от Москвы пожалован за службу золотым и послан в погоню за ними воеводой Передового полка, после чего отправлен вторым воеводой в Иван-город. В 1592 году по первой росписи назначен первым воеводой Сторожевого полка, а по второй росписи отправлен в Новгород и оттуда письменным головою в поход на шведов при князе Трубецком в войсках правой руки и посыльный воевода Сторожевого полка. В этом же году при возвращении их похода под Выборг назначен вторым воеводой Передового полка, потом в той же должности в Большом полку, откуда переведен в Новгород и указано ему идти вторым воеводой Большого полка в устье Наровы. В 1593 году отправлен вторым воеводой Большого полка в Росну, где поочерёдно был сперва первым воеводой Сторожевого полка, а потом вторым воеводой Большого полка. В 1594 году показан в дворянах и сидел четвёртым в Ответной палате при немецком посланнике.
В 1595 году князь Иван Петрович Ромодановский был назначен вторым воеводой сторожевого полка в Крапивне, Князь Григорий Шаховский, назначенный сотенным головой в сторожевом полку, бил челом царю Фёдору Иоанновичу на князя Ивана Ромодановского и получил «невместную» грамоту. Но в следующем 1596 году после возвращения из Крапивны в Москву князь Иван Петрович Ромодановский подал челобитную царю на князя Григория Шаховского. Местнический спор был решен в пользу князя Ромодановского, не вместная грамота была отменена и князь Ромодановский был поставлен выше князя Шаховского. В этом же году сперва первый воевода Сторожевого полка, а потом второй воевода Большого полка окраинных войск.
В 1597 году князь Иван Петрович Ромодановский был назначен: сперва первым воеводой, а в мае вторым воеводой большого полка в Туле.

### Служба Борису Годунову
В следующем 1598 году — первоначально пятый голова и есаул окраинных войск в государевом походе в Серпухов по "крымским вестям", а потом второй воевода передового полка в Дедилове, откуда велено ему в июне идти с выборными дворянами, детьми боярскими и стрельцами в Серпухов для встречи крымских гонцов. В 1599 году сперва второй воевода, а в 1600 году первый воевода Большого полка в Мценске. В 1600 году местнический спор начатый в 1591 году возобновился и был решен в пользу князя Ивана Петровича Ромодановского. В 1601 году встречал первым близ Москвы персидского посла, был у него приставом, а потом провожал его из столицы. В этом же году отправлен вторым воеводой в Иван-город. В апреле 1602 года сперва второй воевода, а потом первый воевода войск левой руки стоящих в Венёве, после чего переведён вторым воеводой Передового полка в Новосиль, а оттуда на берег Оки воеводой войск левой руки. В октябре 1603 года первый воевода Большого полка в Мценске. В 1604 году первый воевода Сторожевого полка в Орле и Ливнах.
В июле 1605 года Иван Петрович Ромодановский был вторым воеводой в Смоленске. Осенью того же года он был первым воеводой сторожевого полка в Орле, где его сменил воевода Еропкин.

### Служба в Смутное время
В 1605 году из Орла князь Иван Петрович Ромодановский был вызван Лжедмитрием I в Москву. В следующем 1606 году по царскому поручению князь Иван Ромодановский встречал воеводу сандомирского Ежи Мнишека с его дочерью Мариной. В мае 1606 году присутствовал на свадьбе самозванца Лжедмитрия I с Мариной Юрьевной Мнишек, вначале был в «свадебном поезду», затем за свадебным столом угощал польского посланца Александра Гонсевского.
После свержения самозванца и вступления на царский престол Василия Ивановича Шуйского — князь Иван Петрович Ромодановский был отправлен во главе посольства в Персию. В следующем 1607 году на обратном пути из Персии он был убит калмыками под Астраханью.

## Семья
Князь Иван Петрович Ромодановский был женат на княжне Марии Васильевне Волконской. Дети:
- Князь Ромодановский Иван Иванович Большой (ум. 1610) — показано, что они погиб, но при каких обстоятельствах и когда не упомянуто.
- Князь Ромодановский Григорий Иванович — показано, что они погиб, но при каких обстоятельствах и когда не упомянуто.
- Князь Ромодановский Иван Иванович Молчанка (ум. 1671) — рында, воевода, окольничий и боярин.